# Macradenia amazonica
Macradenia amazonica är en orkidéart som beskrevs av Rudolf Mansfeld. Macradenia amazonica ingår i släktet Macradenia och familjen orkidéer. Inga underarter finns listade i Catalogue of Life.